# Wolfgang Krieger
Wolfgang Krieger (Garmisch-Partenkirchen, 3 de junho de 1940) é um matemático alemão, especialista em análise.
Krieger estudou matemática e física na Universidade de Munique a partir de 1959, onde obteve o doutorado em 1968, orientado por Elmar Thoma, com a tese Über Maßklassen. Krieger estudou na Harvard University de 1962 a 1965, obtendo um mestrado em 1964. De 1966 a 1968 foi pesquisador assistente em Munique; a partir de 1968 foi professor assistente, a partir de 1970 professor associado e a partir de 1972 professor pleno da Universidade Estadual de Ohio. No ano acadêmico de 1973–1974 foi professor visitante na Universidade de Göttingen. De 1974 até aposentar-se em 2006 foi professor da Universidade de Heidelberg.
Suas pesquisas lidam com teoria ergódica, sistemas dinâmicos e álgebra de operadores. As álgebras de Cuntz-Krieger, introduzidas em 1980, são denominadas em sua memória e de Joachim Cuntz.
Krieger foi professor visitante no Institut des Hautes Études Scientifiques (IHES) e Universidade Pierre e Marie Curie em 1977–1978, na Universidade de Ottawa em 1982–1983, no IBM Research - Almaden em 1988–1989 e na Universidade Hebraica de Jerusalém em 2005–2006. Foi eleito fellow da American Mathematical Society em 2012. Foi palestrante convidado do Congresso Internacional de Matemáticos em Vancouver (1974: On Generators in Ergodic Theory).

## Publicações selecionadas
- On non-singular transformations of a measure space. I, Zeitschrift für Wahrscheinlichkeitstheorie und Verwandte Gebiete, Vol. 11, No. 2, 1969, pp. 83–97. doi:10.1007/BF00531811
- On entropy and generators of measure-preserving transformations, Transactions of the American Mathematical Society, Vol. 149, 1970, pp. 453–464. doi:10.1090/S0002-9947-1970-0259068-3
- On ergodic flows and the isomorphism of factors, Mathematical Annals, Vol. 223, 1976, pp. 19–70 doi:10.1007/BF01360278
- com Alain Connes: Measure space automorphisms, the normalizers of their full groups, and approximate finiteness, Journal of Functional Analysis, Vol. 24, 1977, pp. 336–352 doi:10.1016/0022-1236(77)90062-3
- com Joachim Cuntz: A class of C*-algebras and topological Markov chains, Inventiones Mathematicae, Vol. 56, 1980, pp. 251–268. doi:10.1007/BF01390048
- On the Subsystems of Topological Markov Chains, Ergodic Theory and Dynamical Systems, Vol. 2, 1982, pp. 195–202 doi:10.1017/S0143385700001516
- com Mike Boyle: Periodic points and automorphisms of the shift, Trans. Amer. Math. Soc., Vol. 302, 1987, pp. 125–149 doi:10.1090/S0002-9947-1987-0887501-5
- com Brian Marcus and Selim Tuncel: On automorphisms of Markov chains, Trans. Amer. Math. Soc., Vol. 333, 1992, pp. 531–565 doi:10.1090/S0002-9947-1992-1099353-3
- com Wilhelm Schlag: Stable manifolds for all monic supercritical focusing nonlinear Schrödinger equations in one dimension, J. Amer. Math. Soc., Vol. 19, 2006, pp. 815–920 doi:10.1090/S0894-0347-06-00524-8